# Voinsles
Voinsles település Franciaországban, Seine-et-Marne megyében. Lakosainak száma 573 fő (2022. január 1.). Voinsles Touquin, La Chapelle-Iger, Bernay-Vilbert, Gastins, Lumigny-Nesles-Ormeaux, Pécy, Le Plessis-Feu-Aussoux, Rozay-en-Brie és Vaudoy-en-Brie községekkel határos.

## Népesség
A település népessége az elmúlt években az alábbi módon változott:
| Lakosok száma | 601  | 606  | 620  | 596  | 586  | 576  | 583  | 577  | 573  |
|               | 2013 | 2015 | 2016 | 2017 | 2018 | 2019 | 2020 | 2021 | 2022 |